# قائمة أصول تسميات الدول
تُغطي هذه القائمة أسماء الدول مع أسباب تسمياتها في اللغة العربية، حيث تُرَتَّب الأسماء هجائيًّا.

## ا

### الأرجَنتين
دخلت إلى العربية عبر اسمِها الفرنسيِّ "Argentine" (نقحرة: أغجَنتِين)، واسمُها إيطاليُّ الأصلِ؛ إذ أن "argentina" (نقحرة: أَرْجِنْتِينَا) هي المؤنث من "argentino"، والتانِ تعنيانِ "فِضِّيّ"؛ نسبةً إلى "argentum" (نقحرة: أَرْجِنْتُم؛ "فِضَّة") اللاتينية. سُمِّيَت بذلك نسبةً إلى خُرافة "جبال الفضة" المنتشرة بين المستكشفين في ذاك الوقت (حوالَي القرن الخامس عشر الميلادي).

### الأُردُنّ
مشتق اسمُه من "جُند الأردن"، أحد أجناد بلاد الشام أثناء عهد الخلافة الراشدة، وسُمِّيَ الجند نسبةً إلى نهر الأردن. يعود أصل الاسم ما بعد ذلك غالبًا إلى اسم الدولة في اللغة العبرية "יַרְדֵּן" (نقحرة: يَغْدِن). يعود أصل ذلك الاسم إلى مصدر ساميٍّ مُشترَك؛ فانظر على سبيل المثال إلى: الفعل العربي "وَرَدَ" (بمعنى "وصل"، وعادةً ما تُستخدم للإشارة إلى الوصول إلى الماء)، والفعل العبري "יָרַד" (نقحرة: يَغَد؛ بمعنى "نزل"، أي لأن النهرَ "ينزل" في البحر الميت)، وغيرهما من الكلمات في اللغات الآرامية، والأكدية، والجعزية المتقاربة في كلا من النطق والمعنى.

### الإمارات
اختصار لاسمها الكامل "الإمارات العربية المتحدة"؛ وسُمِّيَت بذلك لأنها تضم سبع إمارات يشكلن اتحادًا فيما بينهن: أبو ظبي، ودبي، وعجمان، والشارقة، ورأس الخيمة، وأم القيوين، والفجيرة.

### البَحرَينِ
اسمُها هو المثنى من كلمة "البَحر" العربية. ويُجهلُ البَحرَانِ المَعنِيَّانِ في الأصل. ويجدر بالذكر أن هذا الاسمَ لا يتَّبع النحو العربي للشكل المثنى؛ إذ أنه لا يُكتب "البَحرَانِ" في الرفع، بل يبقى "البَحرَينِ" في جميع الحالات الإعرابية، ويدُلُّ على ذلك اسمُ النشيد الوطني البحريني "بَحرَينُنَا"، وفي الصفة المنسوبة "بَحرَينِيّ". يقول النحوي الفارابي إسماعيل بن حماد الجوهري (ت. 1002 أو 1008م) بأن النسبة الأصح هي "بَحرِيّ"، وأنها لا تُستَخدم لأنها قد لا تُفهَم.

### البَرازيل
اسمها الأصلي في اللغة البرتغالية "Brasil" (بْرَزِل)، وسُمِّيَت على اسم شجرة شاعت فيها عندما استعمرتها البرتغال.

### البُرتُغال
اسمُها الأصلي في البرتغالية هو "Portugal" (پُرْتُگَل)، ويأتي من اللاتينية "Portucale" (نقحرة: پُرْتُوكَلِي)، وهو اسم مُدغَم من شكلها السابق "Portus Cale" (نقحرة: پُرتُس كَالِي)، حيث أن "portus" تعني "مدينة"، و"Callus" يُجهل معناها.

### البَهاما
يأتي اسمُها من لغة شعب التاينو المنقرضة، حيث عنى حرفيًّا "الجزيرة العُليا الوُسطى".

### البوسْنة والهَرسَك
عبر دمج اسمَي البوسنة والهرسك، ويأتي اسم الأولى من الاسم اللاتيني لنهر بوسنة، "Bosna" (نقحرة: بُسنَا)، المذكور لأول مرة في الكتاب المدعو "من إدارة الإمبراطورية" المكتوب في القرن العاشر الميلادي، وهذا هو الاسم الذي شاع في العصور الوسطى، إذ كان النهر يُدعى قبل ذلك في اللاتينية "Bossina" (نقحرة: بُسِّنَا). أما الهرسك، فيأتي اسمُها من الاسم الألماني "Herzog" (نقحرة: "هِرْتْسُوك"؛ بمعنى "دوق")، ودخل اسمُها العربيةَ عبر التركية العثمانية. وقد تُضاف إلى اسمها اللاحقة البوسنية "-ovina" (نقحرة: أُڤِينَا)، والتي تُضاف للأسماء للإشارة إلى الأراضي، فعندئذٍ يعني اسمُها حرفيًّا "أرض الدوق".

### التشيك
يعود اسمُها إلى اللغة السلافية الأم، وتحديدًا إلى الكلمة المحتمل وجودها "*čelověkъ"، والتي تعني "إنسانًا".

### الجبل الأسود
اسمُهُ هو ترجمة حرفية لـ"Cȓnā Gòra" الصربية الكرواتية، وسميت إشارةً إلى إحدى جبالها.

### الجزائر
اسمُها يُشير إلى "جزائر بني مازغان" أو "جزائر بني مزغنة" أو "جزائر بني مزغنى"، وهُنَّ أربَع جُزُرٍ حكمتهن قبيلة محلية من الصَّنهاجة، ولم تدخلِ الجُزرُ هذه إلى البَرِّ الجزائري الرئيسي حتى عام 1525م؛ فبقي الاسم.

### الدِّنمارْك
أصلها غير متفقٍ عليه.

### الرَّأس الأخضَر
ترجمة اقتراضية لـ"Cabo Verde" (نقحرة: كَبُو ڤِردِي).

### السَّلفادور
اسمُها الأصلي في الإسبانية هو "El Salvador" (نقحرة: إِل سَلڤَادُور)، ويعني حرفيًّا "المُنقِذ"، نسبةً إلى يسوع.
ثم عندما دخل اسمُها إلى العربية، عُومِلَ المقطعُ الأولُ على أنه أل التعريف.

### السُّعودية
اسم مختصر لاسمها الكامل "المملكة العربية السعودية"، وذلك نسبة إلى اسم عائلتها الحاكمة، آلِ سُعُودٍ. وسُمِّيت هي على اسم مؤسسها سعود بن محمد بن مقرن. في اللغة العربية، يُعنى بالاسم "سُعُود" جمع كلمة "سَعد". ويقول البعض "سَعُود" فيصير المعنى مبالغًا في السعادة.

### السِّنِغال
يُجهلُ أصلُ اسمِها.

### السودان
في اللغة العربية، "سودان" هي جمع كلمة "أَسوَد"؛ فسُمِّيت بِلادُ السودانِ نسبةً للون بشرتهم الداكن.

### السُّوَيد
مُتفقٌ على أن أصلها جرماني ويعود إلى جذر مُكوَّنٍ من الحرفين "س" و"د"، وقد يُضاف إليهما الحرف "و"، ويُشير معناه إلى "قبيلة الفرد الخاصة به."

### الصومال
أصلها غير متفقٍ عليه؛ ولكن يُقال أنها مسمَّاة على اسم جد الصوماليين المدعوِّ سَمَالِي (بالصومالية: Samaale).

### الصِّين
دخل اسمُها إلى العربية عبر "𐭰𐭩𐭭" (چِين) الفارسية الوسطى، والفارسية أخذتها من "चीन" (چِينَا) السنسكريتية، ويعود أصلُها إلى الصينية القديمة، تحديدًا إلى "秦" (*دْزِين)، والتي أشارت إلى سلالة تشين الحاكمة.

### العِراق
اسمُها العربي قيد الاستخدام منذ قبل القرن السادس الميلادي، وله عدة نظرياتٍ، تُرَجِّحُ أشهرُهُم بأنه مُشتَقٌّ من اسم المدينة السومرية "الوَركَاء" (بالأكدية: "𒌷𒀕"؛ نقحرة: أُرُك)، مما يجعل أصلَها سومريًّا.

### الغابون
اسمُها الأصليُّ في البُرتُغالية هو "Gãbao" (نقحرة: گَابُون)، مِن "gabão" التي تعني "عَباءة"، إشارةً إلى نهرِ كُومُو الواقعِ فيها، ويُجهَلُ أصلُها ما بعد ذلك؛ فيقولُ البعض أنها تأتي من "gabbano" (نقحرة: گَبَّانُو) الإيطالية، ويقول غيرُهُم أنها من "gabán" (نقحرة: گَبَان) الإسبانية ، ويَعُودُ أصلَيهُما إلى "قَبَاء" العربية. وتُوجد نظرياتٌ أخرياتٌ أقلُّ احتماليةً.

### الفاتيكان
يعود أصلُها إلى "Vātī̆cānus" (نقحرة: ڤَاتِيكَانُس) اللاتينية، وهو اسم يُشيرُ إلى هضبة الفاتيكان، ويعود ذلك الاسم بنفسه إلى الفعل اللاتيني "vāticinor" (نقحرة: ڤَاتِكِنُر)، والذي يعني "(أنا) أتنبَّأُ"، وذلك لأن النُّبوءات في زمن الإمبراطورية الرومانية كانت تصدر هناك. أما الفعل، فيتكون من جزئَينِ: "vātēs" (نقحرة: ڤَاتِس؛ بمعنى "نَبِيّ"، أو "مُتنبِّئ"، أو "عَرَّاف")، و"canō" (نقحرة: كَنُو؛ بمعنى "(أنا) أُغَنِّي").

### الفِلِبِّين
يعود أصلُها إلى "Filipinas" (نقحرة: فِلِپِينَس) الإسبانية، حيث أعطى المستكشف روي لوبيز دي فيلالوبوس ذلك الاسم لجزيرتي سامار وليتي عام ١٥٤٢ م، تكريمًا لفيليب الثاني ملك إسبانيا (الذي كان أمير أستورياس وقتها). اسم فيليب إغريقيُّ الأصل، ويعني "محب الأحصنة".

### الكاميرون
أصلُ اسمِها يعود إلى البرتغالية، تحديدًا إلى "Rio dos Camarões" (نقحرة: غِيُو دُش كَمَرِوِس)، ويعني ذلك حرفيًّا "نهرَ الجمبري"، وهو الاسم الذي أطلقه المستعمرون البرتغاليون على نهر الووري.

### الكُونغُو
هُناك دولتانِ تتسمَّى بِالكُونغُو: جمهورية الكونغو الديمقراطية، وجمهورية الكونغو. الأولى يُطلق عليها أحيانًا "كُونغُو كِينْشَاسَا"، والثانية يُطلق عليها "كُونغُو برَازَافِيل"، نسبةً إلى عاصمتيهما. سُمِّيت هاتان الدولتان على اسم نهر الكونغو، ويُقالُ أن هذا الاسمَ يعود إلى "nkongo" في لغة كونغو، والتي تعني "صيَّادِينَ." يعود استعمال الاسم لوصف المنطقة المحيطة بالنهر إلى أواخر القرن الرابع عشر الميلادي؛ فانظر مملكة الكونغو على سبيل المثال.

### الكُوَيت
عُرفت منذ أوائل القرن السابع عشر بالقُرَين ثم طغى اسمُ الكُوَيت، والاسمان هذان هما تصغيران من "قَرن"، و"كُوت"، حيث أن القرن يعني "التل" أو "الأرض العالية"؛ أما الكوت فهي "القلعة" أو "الحِصن"، وتعني البيت المبني على هيئة قلعة أو حصن بجانب الماء. ويتواجدُ مصطلحُ "الكوت" في عدة مواضع من أسماء الأماكن حول الخليج العربي، وأصلُه مجهول؛ فقد تكون له صلة بـ"कोट" / "کوٹ" (نقحرة: كُوت) الهندستانية، والتي أيضًا تعني "قلعةً" أو "حِصنًا"، وهي كلمة ذات أصلٍ قديم نسبيًّا؛ إذ يُدرِجُها علماءُ اللغة تحت مصطلحاتِ اللغة الدرافيدية أم.

### المَجَر
اسمُها الأصلي في اللغة المجرية هو "magyar" (نقحرة: مَجَر). اسمُها يُشتق من اسمِها في اللغة المجرية القديمة، "mogyër"، وهو مُكوَّن من كلمتين:
- العنصر الأول، "mogy-"، ومن المرجح أنه يعود إلى اللغة الأوغرية الأم، تحديدًا إلى المفرد المُحتمل "*mańćɜ"، بمعنى "رجُل" أو "شَخص".
- العنصر الثاني، "-ër"، والذي أيضًا يعني "رجُلًا"، يعود إلى اللغة الأورالية الأم، تحديدًا إلى "*irkä" أو "ürkä"، وقد تعني أيضًا "ولدًا" أو "ابنًا".

ودخل هذا الاسمُ إلى العربية عبر التركية العثمانية، من "مجار"، والتي تُكتَبُ اليومَ في التركية الحديثة "Macar".

### المَغرِب
اسمُها يُشيرُ إلى مَحَطِّها الجغرافيِّ بالنسبة للعالم القديم، وقديمًا ضمَّ هذا الاسمُ الشطرَ الشماليَّ من قارة أفريقيا ما عدا مِصر، ولا يزالانِ يُستعملانِ المصطلحانِ التاريخي والحديث في سياقات مختلفة.

### المَكسِيك
دخل اسمُها العربيةَ عبرَ "Mexique" (نقحرة: مِكسِيك) الفرنسية. اسمُها الأصليُّ حديثًا هو "México" (نقحرة: مِخِكُو / مِهِكُو) الإسبانية، والتي اشتُقَّت من الاسم "Mēxihco" (نقحرة: مِيشِئْكُو) في لغة ناواتل، والذي كان في الأصل يُشير إلى تينوتشتيتلان، المدينة العاصمة لإمبراطورية الآزتك. مُختلَفٌ على أصلِها ما بعدَ ذلك.

### المَملَكة المُتَّحِدة
اسمُها ترجمة اقتراضية لاسمِها الأصليِّ في الإنجليزية "United Kingdom" (نقحرة: يُنَايتِد كِنگدُم).

### النُّروِيج
تُكتَبُ أيضًا في العربية "النَّرُوج" و"نَرُوج". يعود أصلُها إلى اسمِها في اللاتينية "Norvegia" (نقحرة: نُروِگِيَا)، وهو ترجمة اقتراضية لـ"Norðvegr" في اللغة النوردية القديمة، وهي مكونة من كلمتين: "norðr" (أي "شَمال") و"vegr" (أي "طَريق")؛ فيعني اسمُها حرفيًّا "الطريق الشمالية"، مقارنةً بالطريق الجنوبية (ألمانيا)، والطريق الشرقية (دول البلطيق).

### النَّمسَا
يُكتَبُ اسمُها في العربية بِفَتح أو بكَسر النون، ومع أو بدون أل التعريف. ودخلت العربية عبر "نمچه" التركية الثمانية، وهي مأخوذة من كلمةٍ محتملةٍ في اللغة السلافية الأم، وهي "*němьcь". تعني تلك الكلمة المحتملة "أخرس"، وسُمُّوا ناطقو السلافية بذلك أيَّ شعب لم ينطق بلغتهم، ولا سِيَّما قبيلة الجرمان، والذين برزوا أثناء عهد الإمبراطورية العثمانية.

### النِّيجَر
يعود أصلُها بحسب تأثيلٍ شعبيٍّ إلى "niger" (أي "أسود") اللاتينية.

### الوِلايات المُتَّحِدة
اسمُها الكامل "الولايات المتحدة الأمريكية"، وأولُ استعمالٍ مشهودٍ عليه له جاء في يوم 2 يناير 1776 م في رسالة.

### اليابان
أصلُهُ في اللغة اليابانية "日本" (نقحرة: نِبُّن / نِهُن)، ويعنيانِ الحرفانِ الذانِ يُشكِّلانِ الاسم "مصدرَ الشمس"، أي مشرِقَها. في القرن الثالث عشر الميلادي، قام الرحالة البندقي ماركو بولو بتدوين نطق الأحرف "日本國" كـ"شِيپَاگنُو"، والتي صارت في اللغة الملايوية إلى "جَپَنگ" أو "جَپُن"؛ فأخذها التجَّارُ البرتغاليون إلى اللغات الأوروبية في أوائل القرن السدس عشر الميلادي. وقد يكتبه بعض العرب "الغابان".

### اليونان
اسمُها يعود أخيرًا إلى المصطلح الإغريقي القديم "Ἰωνία" (نقحرة: إِؤُونِيَا)، وهو اسم أشار إلى مدينة إيونية في الأناضول التي تقع اليوم في تركيا، وكانت هي أقرب جزء من اليونان إلى بلاد فارس (الإمبراطورية الأخمينية)؛ فسمُّوا الفرس اليونانَ كاملةً على اسمها في لغتهم (الفارسية القديمة): "𐎹𐎢𐎴" (نقحرة: يَاوْنَا)، وأصبحت في الفارسية الحديثة "یونان"؛ فدخلت العربيةَ كذلك، وأضاف إليها العرب ألَّ التعريف.

## آ / أ

### آيِسلَندا
اسمُها في العربية نقحرةٌ لاسمِها في إحدى اللغات الأوروبية؛ فمثلًا في الإنجليزية تُدعى "Iceland" (نقحرة: آيْسْلَنْد)، والغالبيةُ العُظمى من تلك الأسماء ترجماتٌ حرفيةٌ لاسمها في النوردية القديمة، "Ísland" (نقحرة في الآيسلدنية: إِيسْتْلَنْت)؛ والذي يعني حرفيًّا "أرض الثلج"؛ نسبةً إلى كونِها تُثلج فيها آنَ تسميتِها.

### أَذَربَيجَان
أُخذ اسمُها من "آذربایگان" وشكلها السابق "آذربادگان" الفارسيتين؛ وعُرِّب صوت الگاف فصار جيمًا. ويعود أصل اسمها إلى الفارسية القديمة، حيث وقعت هناك مملكة إيرانية قديمة تُدعى أتروباتين (بالفارسية القديمة: 𐎠𐎬𐎼𐎱𐎫؛ نقحرة: آتُرْپَت)، وهي مصدر هذا الاسم، وتعني حرفيًّا: "محمٍ من قِبَل النار". وسُميت المملكة على اسم مؤسسها أتروبات، وأُضيفت عليها اللاحقة "گان" في وقت لاحق.

### أرمينيا
أُخذ اسمها من "Armenia" (نقحرة: أَرْمِنِيَا) اللاتينية، واللاتينية أخذتها من "Ἀρμενία" (نقحرة: أَرْمِنِيَا) الإغريقية القديمة. يعود أصلُها إلى "𐎠𐎼𐎷𐎡𐎴" (نقحرة: أَرْمِنَا) الفارسية القديمة المختلَف على أصلها.

### أُستُرَالِيا
استخدم الشكل الإنجليزي منها ("Australia"؛ نقحرة: أُسْتْرِيلِيَا) لأول مرة في القرن السادس عشر. يعود أصلُها إلى "terra austrālis incōgnita" (نقحرة: تِرَّا أُسْتْرَالِس إِنْكُگْنِتَا) اللاتينية، والتي تعني "الأرض الجنوبية المجهولة"؛ فاختُصِرت. اشتهرت في عام 1814 بعد أن استعملت من قبل المستكشف البريطاني مَاثْيُو فْلِنْدَرْز.

### أفغانِستان
يعود أصلها إلى الفارسية، حيثُ تُكتب "افغانستان". المقطع الأول "أفغان" هو اسم الشعب الذي يسكُنُها، ويُشتق من "αβαγανο" (أَبَگَنُو) الباخترية، ويُقال أنها تعني حرفيًّا "الشعب النائي"، وتحولت الباء إلى فاء لأن اللهجة الفارسية في خُراسانَ فضَّلت الفاء على الباء. أما المقطع الثاني "ستان"، فهو لاحقة قديمة جدًّا تُشكل أسماء بُلدان وأراضٍ يشُوعُ استعمالُها في الشرق الأوسط، تحديدًا في الأراضي التي أثرت عليها الثقافات التركية والفارسية.

### ألبَانيا
دخلت العربية عبر "آلبانیا" التركية العثمانية، ويعود أصلها إلى "Αλβανία" (نقحرة: أَلْڤَانِيَا) اليوانانية، ثم إلى "Albanus" (نقحرة: أَلْبَنُس) اللاتينية، وتُشتق من الجذر الهندي الأوروبي "*ألب"، بمعنى "جبل".

### ألمَانيا
يعود أصلها إلى "Alamannī" (أَلَمَنِّي) اللاتينية، وهو اسم يُشير إلى الألامانيين، وهم مجموعة من القبائل الجرمانية القديمة. ودخلت إلى العربية عبر "Alemania" (أَلِمَنْيَا) الإسبانية غالبًا.

### أَنتِيغُوَا وبَربُودَا
هُما جزيرتان سمَّاهُما كريستوفر كولومبوس: الأولى منهما "أنتيغُوا" (بالإسبانية: Antigua؛ نقحرة: أَنْتِگْوَا) تعني في الإسبانية "قديم"، وسُميت نسبةً لمريم العذراء، والثانية "بربودا" (بالإسبانية: Barbuda) تعني في الإسبانية "مُلتَحٍ".

### أندورا
غيرُ معرُوفٍ أصلُ اسمِها. ويُقال أنه يأتي إما من "andurrial" البشكنشية (بمعنى "أرض تغشاها الشجيرات)، أو أنها عربيَّةُ الأصل، من "الدَّارَة"، والتي تعني نفس الشيء تقريبًا؛ وتُوجد نظريات أخرى غير محتملة.

### أنغولا
يعود أصل تسميتها إلى اللقب الذي أُطلق على حُكَّامِها في لغتهم (الكيمبودية) في حين استعمارها من قبل البرتغال في القرن الخامس عشر الميلادي، "ngola" (نقحرة: "نْگُولَا).

### أوروغواي
غير متفق على أصلها.

### أُوغَندا
يعود أصلها إلى "Uganda" السواحلية، من اسمها القديم "Buganda" (نقحرة: بُوغَنْدَا) في اللوغندية، ويعني حرفيًّا "أرض شعب الغَندا".

### أوكرانيا
دخلت العربية عبر "Ukraine" (نقحرة: أُكغِن) الفرنسية، المشتقة من إما "Ukraina" (نقحرة: أُكْرَائِينَ) البولندية، أو "Украи́на" (نقحرة: أُكْرَايِينَ) الروسية، أو "Украї́на" (نقحرة: أُكْرَايِينَ) الأوكرانية، واللاتي اشتققن من "оукраина" (والتي حرفيًّا تعني "حَدّ") السلافية الشرقية القديمة.

### أيِرلَندا
قد تُكتب أيضًا "إيرلَندا"، وتعود إلى "Īrland" الإنجليزية القديمة، بمعنى "أرض الأيرلنديين"؛ واسمها الأصلي هو "Ériu" في اللغة الأيرلندية القديمة.

## إ

### إثيُوبِيَا
يُكتَبُ اسمُها في الأمهرية "ኢትዮጵያ" (نقحرة: إِتْيُوپْيَا)، ودخل إلى العربية عبر مُرادِفِها في اللاتينية "Aethiopia" (نقحرة: أَيْتِيُوپِيَا). وأصلُ جميعِ تلك الأسماءِ إغريقيُّ قديمٌ؛ إذ تَعُودُ كُلُّها إلى "Αἰθιοπία" (نقحرة: أَيْتِيُوپِيَا).

### إرِيترِيَا
أصلُ اسمِها يعُودُ إلى الإيطالية؛ إذ كانت مستعمرة إيطالية اسمها الكامل "la Colonia eritrea" (نقحرة: لَا كُولُونِيَا إِرتْرِيَا)، والذي يعني "مستعمرة إريتريا". ويعني اسمها حرفيًّا "أرض البحر الأحمر"، حيث "eritrea" (نقحرة: إِرتْرِيَا) هي الشكل المؤنث من "eritreo" (نقحرة: إِرتْرِيُو)، وتأتي من "erythraeus" (نقحرة: إِرِتْرِيُس) اللاتينية، بمعنى "مُحمَرٍّ"، وهي بنفسها تعود إلى "ἐρυθρός" (نقحرة: إِرُثْرُس) الإغريقية القديمة، بمعنى "أحمَر". تعود الكلمة الإغريقية إلى جذر هندي أوروبي.

### إسبانيا
اسمُها في الإسبانية هو "España" (نقحرة: إِسْپَنْيَا)، وشكلها الأقدم في الإسبانية القديمة هو "Espanna" (نقحرة: إِسْپَنْيَا)، ويأتي هذا الشكل من "Hispānia" (نقحرة: هِسْپَانْيَا)، واستُخدم هذا الاسم لوصف شبه الجزيرة الإيبيرية. اسمُها ما بعد ذلك مختلَف عليه، ولكن يُقال أنه يعود إلى اسم بونيقي / فينيقي، وهو "𐤔𐤐𐤍 𐤀𐤉" (إِيْ شَپَن)، بمعنى "أرض الوبريات"، ويُقال أن ذلك لأن الفينيقيين ظنوا أرانبَ شبهِ الجزيرةِ وبرياتٍ.

### إستونيا
يعود اسمُها إلى "Estonia" (نقحرة: إِسْتُونْيَا) اللاتينية، ويعود ذلك إلى اسم قبيلة سكنت حول بحر البلطيق.

### إنجِلتِرا
يُكتب اسمُها أيضًا أحيانًا في العربية "إنكِلتِرا". ودخل الشكلانِ إلى العربية عَبرَ "Inghilterra" (نقحرة: إِنْگِلْتِرَّا) الإيطالية. أما أصل تلك الكلمة فهو إنجليزي: شكلُها الأكثرُ شُيوعًا في الإنجليزية الوُسطى كان "Engelond" (نقحرة: إِنْگَلُونْد)، وأما في الإنجليزية القديمة فكان "Engla land" (إِنْگْلَا لَنْد)، وأما في الإنجليزية الحديثة فصار "England" (نقحرة: إِنْگْلَنْد)، ويعني الاسمُ حرفيًّا "أرض الإنجليز". واسمُ الإنجليز أصلُهُ يعُودُ إلى لُغةٍ جِرمانيةٍ غربيةٍ أُمٍّ، وعنى اسمُهم "صِنَّارة صَيد" في بعض التفاسير.

### إندونيسِيا
اسمُها يعود إلى الإغريقية القديمة، حيثُ يتكون من جزئين: "Ἰνδός" (نقحرة: إِندُوس؛ أي "هِندِيّ")، و"νῆσος" (نقحرة: نِسُس؛ أي "جزيرة")، ويعني ذلك أن اسمَها يعني حرفيًّا "الجزيرة الهندية".

### إيران
يُكتَبُ اسمُها في لغتِها الفارسية "ایران"، ويأتي هذا الشكل من "𐭠𐭩𐭥𐭠𐭭" (نقحرة: إِيرَان) الفارسية الوسطى، حيث كان معناه حرفيًّا "آريًّا"، والمقطع "ـان" هو لاحقة تدل على الجمع في تلك اللغة، أي أن مفردَها "𐭠𐭩𐭫" (نقحرة: إِير)، وهي صفة تعني "إيرانيًّا". نجد عبر التاريخ أن هذا المصطلح تطور من مُرادفِهِ في الفارسية القديمة "𐎠𐎼𐎡𐎹" (نقحرة: أَرِيَه)، والذي أيضًا يعني "إيرانيًّا".

### إيطالِيا
اسمُها الأصلي في الإيطالية "Italia" (نقحرة: إِتَالْيَا)، ويعود إلى "Italia" (إِتَالِيَا) اللاتيني، واللاتيني يرجع إلى "Ῑ̓τᾰλῐ́ᾱ" (إِيتَالِيَا) الإغريقي القديم. أما الإغريقي؛ فيعود بحسب مُعظم التآويل المتفق عليها إلى "𐌅𐌝𐌕𐌄𐌋𐌉𐌞" (ڤِتِلْيُو) في اللغة الأوسكانية المنقرضة، وتعني حرفيًّا "أرضَ الثيران" أو "أرضَ الماشية"، وكان في الأصل اسمًا للطرف الجنوبي الغربي من إيطاليا الحديثة.

## ب

### باكِستَان
اسمُها الأصليُّ في الأردوية هو "پاكستان"، والتي تعني حرفيًّا: "أرضَ الطاهرينَ". والاسم مكون من جزئين: "پاك" (بمعنى "طاهر"، أو "عفيف"، أو "مقدس")، واللاحقة الفارسية "ـستان"، والتي تُشيرُ إلى أرضٍ ما. ابتكر الاسمَ القومي الباكستاني، شودري رحمت علي، في عام 1933 م، ويعملُ الاسمُ أيضًا كلفظة أوائلية للمواطن المسلمة (كما ينعتُها شودري) في غرب الهند، حيث تُشير الباءُ إلى البنجاب، والألِفُ إلى أفغانيا، والكافُ إلى كشمير، والسينُ إلى السند، والمقطعُ "ـتان" إلى بَلُوشِستان. وقد يكتبُها البعض أيضًا بأل التعريف: الْبَاكِستَانَ.

### بَربَادُوس
اسمُها الأصليُّ في البرتغالية هو "Barbados" (نقحرة: بَربَدُش)، حيث أن الاسم "barbados" يعني "الملتحين"، نسبةً إلى الطحالب الكثيفة على الجزيرة. وتعود تلك الكلمة إلى "barbātus" اللاتينية.

### بروناي
اسمُها الأصلي في اللغة الملايوية هو "Brunei" (نقحرة: بْرُونَاي).

### بِلجِيكَا
اسمُها الأصليُّ الذي اشتُقَّ منه العربيُّ هو "Belgique" (نقحرة: بِلْجِيك) الفرنسيُّ.

### بُلغارِيا
يعود أصلُ اسمِها إلى لاتينية العصور الوسطى، وسُميت على اسم البلغار، وهم شعب له أصول تركية ويُجهلُ معنى اسمِهم.

### بَليز
أصلُ اسمِها في الإسبانية هو "Belice" (نقحرة: بِلِيثِي).

### بَنغِلَادِيش
اسمُها الأصليُّ في البَنغاليةِ هو "বাংলাদেশ" (نقحرة: بَنْگْلَادِيش)، ويعني حرفيًّا: "بلدَ البَنْغَالِ"، حيث تتكون من كلمتين: "বাংলা" (نقحرة: بَنْگْلَا، بمعنى "بنغاليٍّ") + "দেশ" (دِيش، بمعنى "بَلَدٍ").

### بَنَمَا
اسمُها الأصليُّ في الإسبانيَّةِ هو "Panamá" (نقحرة: پَنَمَا)، ويُجهَلُ أصلُهُ ما بعدَ ذلك.

### بِنِين
اسمُها الأصليُّ في البرتغالية هو "Benim" (نقحرة: بِنِين)، وهو مأخوذ من اسمها في اللغة الإتْسِكيرية "Ubinu" (نقحرة: أُبِنُو)، والتي هي بحد ذاتها مأخوذة من "ile ibinu" (نقحرة: إِلِي إِبِنُو) في لغة يوربا، والتي تعني حرفيًّا: "بيت الغيظ".

### بُوتَان
دخلت إلى العربية غالبًا عبرَ إما اسمها في الفرنسية "Bhoutan" (نقحرة: بُوتَا)، أو اسمها في الإنجليزية "Bhutan" (نقحرة: بُوتَان). وكلاهما يعودانِ إلى الاسم النيبالي الذي أُطلِق على المنطقة التي تقع اليومَ فيها: "भुटान" (نقحرة: بُوتَن). ويعود ذلك الاسم إلى اسمها في البراكريتية "𑀪𑁄𑀝𑁆𑀝𑀁𑀢" (نقحرة: بُتَّمتَا)، والتي تعني "التُّبَّت"، أو حرفيًّا "حافَّةَ التُّبَّتِ"؛ نسبةً إلى موقعِها بالنسبةِ إلى التبت. وغالبًا ما تعود تلك التمسيةُ إلى "བོད" (نقحرة: بُت) التبتية، والتي تعني "التبت"، ملحوقة بالكلمة السنسكريتية "अन्त" (نقحرة: أَنتَا)، والتي تعني "حافة".

### بُوتسُوانا
اسمُها الأصليُّ في اللغة التسوانية "Botswana" (نقحرة: بُتسوَانَا)، والمكونة من "Tswana" (تْسوَانَا) مسبوقة بالسابقة "bo-" (نقحرة: بُو)، والتي تُشيرُ هُنا إلى أرضٍ ما؛ فيعني اسمُها كاملٌ حرفيًّا "أَرضَ التسوانا"، أي "أَرضَ شعبِ التسوانا"، حيث أنهم هم المجموعة الإثنية السائدة في بوتسوانا.

### بُوركِينَا فَاسُو
ابتكرَ اسمَها رئيسُها توماس سانكارا عبر دمج الكلمة المُسِّية "burkina" (بمعنى "صادِقٍ") مع الكلمة الديولية "ߝߊ߬ߛߏ߫" (نقحرة: فَاسُو، بمعنى "منزلِ أبٍ"). تختصرُ وكالة المخابرات المركزية الأمريكية هذا التأثيل على أن معناهُ "أرض الرجالِ الصادقين".

### بُورُوندِي
تُكتَب أيضًا بالعربية "بُورُندِي"، ويُقال أنها تعني "أرضَ مُتحدِّثِي لُغةِ إِكِرُندِي" في لغة إِكِرُندِي.

### بولَندا
اسمُها العربيُّ يأتي غالبًا من اسمِها الإنجليزي "Poland" (نقحرة: پُولَند)، وهي مُكونة من كلمتين: "Pole" (نقحرة: پُول؛ أي "بُولَندِيٍّ")، و"land" (نقحرة: لَاند؛ أي "أَرضٍ")؛ فيصيرا معًا "أرضَ البولنديينَ". ويأتي الاسم "Pole" من مرادفها الألماني "Pole" (نقحرة: پُولِي)، وهو مُفرد الكلمة "Polen" (نقحرة: پُولِن)، ويعود أصلُها إلى "Polanie" في اللغة البولندية، والتي تعني حرفيًّا: "ساكِنِي الحُقُولِ". ويعود أصلُها ما بعد ذلك إلى اللغة السلافية الأم ("*poľaninъ")، ومن ثم إلى اللغة الهندية الأوروبية الأم ("*pleh₂-").

### بوليفيا
سُمِّيَتْ على اسمِ سيمون بوليفار، وهو قائد عسكري فنزويلي شارك في حروب استقلال أمريكا الإسبانية في القرن التاسع عشر الميلادي.

### بيرو
اسمُها مجهولُ الأصلِ، وحاز على اعتراف قانوني من قبل الإمبراطورية الإسبانية في عام 1529 م.

### بيلاروس
تُدعى أيضًا في العربية "رُوسِيَا البَيضَاءَ".

## ت

### تَايلَند
اسمُها العربيُّ يأتي من "Thailand" (نقحرة: تَايلَند) الإنجليزية، حيث أن المقطعَ الثاني إنجليزيٌّ، والأول يأتي من "ไทย" (نقحرة: تَاي) التايلندية.

### تُركُمَانِستَان
اسمُها مزيج من "تركمان" (اسمِ شعبِهم) واللاحقة الفارسية "ـستان"؛ فتعني جُملةً "أرضَ التركمان".

### تُركِيَا
اسمُها الأصليُّ في التركية هو "Türkiye" (نقحرة: تُركِيِي)؛ وقد كُتب سابقًا في التركية العثمانية لغتِها الرسمية السابقة "تركيه"، ولاحقًا "توركيه". واسمُها مُسمًّى على اسم الشعب الذي ينتمي إليها: الترك، والذين يعود أصلُهم إلى اسمِهِم في اللغة التركية القديمة "𐱅𐰇𐰼𐰜" (نقحرة: تُرك) أو "𐱅𐰇𐰼𐰰" (نقحرة: تُرُك)، حيثُ ذُكِر الاسمُ لأول مرةٍ في التاريخ المُسجَّلِ في القرن السادس الميلادي، تحديدًا في نقشٍ مكتوبٍ بلُغةٍ مُنغوليةٍ، اكتُشِف في محافظة بولغان، للإشارة إلى الغوكتورك (حرفيًّا: "التُّرك الزُّرق"، وهم إحدى الشعوبِ التركيةِ القديمة.

### ترينيداد وتوباغو
هما جزيرتان: "ترينيداد" و"توباغو"؛ الأولى منهما (بالإسبانية: trinidad؛ نقحرة: تْرِنِدَاد) تعني في الإسبانية "ثالوث"، وسمَّاها المستكشف كريستوفر كولومبوس لغرضٍ دينيٍّ، والثانية منهما (بالإسبانية: Tobago؛ نقحرة: تُبَاگُو) سُمِّيت غالبًا نسبةً إلى التبغ، واسمُه بالإسبانية "tabaco" (نقحرة: تَبَاكُو).

### تشَاد
اسمُها يأتي من اسم بحيرة تشاد، والاسم "تشاد" يأتي من اللغة الكانورية، حيث يُقال أنه يأتي من الكلمة القديمة "Sádǝ"، والتي يُقال أنها عنت "مُتَّسعًا كبيرًا من الماء"، ويرفض تلك النظريةَ القاموسُ الكانوريُّ بقلم نوربرت سايفر.

### تشِيلِي
غير مُتفقٍ على أصلها.

### تَنزَانِيَا
جاء اسمُها عبر دمج الدولتين السابقتين اللَّتَينِ اتَّحدا لتأسيسها عام 1964 م: "تنجانيقا" و"زنجبار"، حيث أُخذ المقطعُ الأولُ "تَنـ" من الأولى، والمقطعُ الثاني "زَانـ" من الثانية، وأُضيفت إليهما اللاحقة "ـِيَا".

### تُوغُو
قد يُكتب اسمُها أيضًا في العربية "تُوجُو"، حيث أن المقطع الأول "to" (تُو-) يعني في لغة الإيوِي "ماءً"، والثاني "go" (-غُو أو -جُو؛ نقحرة: گُو) يعني "ساحلًا"، ويُتَرجَمُ اسمُها كاملًا إلى "الأرضِ ما بعدَ الجُرُفِ"، وأحيانًا إلى "ما خلفَ النهرِ"، وغير متفق على صحتيهما.

### تُونِس
قد يُكتب اسمُها في العربية أيضًا "تُونُس" بضم النون، أو "تُونَس" بفتحها. ويُختلفُ على أصل هذا الاسم، حيث تقول إحدى النظريات أنها مُسمَّاة على اسم الإلهة البونيقية "تانيت" (باللغة البونيقية: 𐤕𐤍𐤕؛ نقحرة: تِينِيت).

### تِيمُور الشَّرقِيَّة
اسمُها ترجمة اقتراضية لاسمِها في البرتغالية "Timor Leste" (نقحرة: تِمُور لِشْتِي)، حيث أن "leste" (نقحرة: لِشْتِي) تعني "شرقًا"، و"Timor" (نقحرة: تِمُور) تأتي من اسمِها في لغة ملايو، وهي مسماة على الكلمة الملايوية "timur" (نقحرة: تِمُر)، والتي تعني "شرقًا"، مما يجعل معنى اسمِها حرفيًّا: "شَرقَ الشَّرقِ".

## ج

### جرِينَادَا
قد تُستبدل الجيمُ في اسمِها بغَينٍ أحيانًا في العربية فتُكتَبُ "غرِينَادَا". واسمُها مُنَقحَرٌ من اسمِها في الإسبانية "Granada" (نقحرة: گْرَنَادَا)، والتي تعود إلى "غَرنَاطَةَ" العربية، وهو اسم مدينةٍ تقعُ اليومَ في إسبانيا. هذا يعني أن "جرينادا" كلمةٌ عربيةٌ يعود أصلُها إلى كلمةٍ عربيةٍ أخرى ("غرناطة") في نهاية سلسلة تأثيلها.

### جِرِينلَاند
اسمُها في العربية منقحَرٌ من اسمِها في الإنجليزية "Greenland" (نقحرة: گرِينلَند)، والذي يعود إلى اللغة النوردية القديمة، حيث يعني حرفيًّا: "الأرضَ الخضراءَ".

### جُزُر القُمُر
اسمُها العربي يعود إلى اسمِها الفرنسي "Comores" (نقحرة: كُمُغ)، والذي يعود هو نفسه إلى اسمِها العربي القديم "جزيرةِ القَمَر".

### جُزُر المَالدِيف
غيرُ متفقٍ على أصلِها.

### جنوب أفريقيا
اسمُها ترجمة اقتراضية لاسمِها الإنجليزي "South Africa" (نقحرة: سَاوث آفرِكَا).

### جنوب السودان
انظر #السودان.

### جُورجِيَا
اسمُها دخل العربية عبر لغةٍ أوروبية، مثل "Geōrgia" (نقحرة: جِيُورجِيَا) اللاتينية الوسطى، ويعود اسمُها إلى الفارسية: "گرج" (اليوم باتت تُكتب "گرجستان").

### جِيبُوتِي
غير متفق على أصلها.

## د

### دومينيكا
اسمُها مُشتق من اللاتينية ("Dominica"؛ نقحرة: دُمِنِكَا)، ويعني حرفيًّا: "يَومَ الربِّ".

## ر

### رُوسِيَا
يشتق اسم روسيا من «روس»، دولة القرون الوسطى التي كان معظم سكانها من السلاف الشرقيين. لكن أصبح هذا الاسم أكثر بروزاً في التاريخ اللاحق، والبلاد التي كانت تسمى عادة سكانها "Русская Земля" (نقحرة: روسكايا زيمليا) والتي يمكن ترجمتها «الأرض الروسية» أو «أرض الروس». من أجل عدم الخلط بين هذه الدولة أو غيرها قام المؤرخون المعاصرون بجعل اسم دولة روس، «روس كييف». أما اسم روس الذي اشتق منه اسم روسيا فيشتق بدوره من شعب روس الجرماني النوردي، وهؤلاء جماعة من الإفرنج (ربما الفايكنغ)، الذين أسسوا دولة روس (بالروسية: Русь).
كانت الكلمة اللاتينية «روثينيا» المشتقة من الاسم اللاتيني لروسيا، هي الاسم المستعمل لوصف هذه البلاد في العصور الوسطى.أما الاسم الحالي، Россия (روسيا)، فيشتق من النسخة اليونانية من اسم دولة روس كييف، التي تُلفظ حاليًا Ρωσία [روسˈيا] بدلاً من لفظ Ρωσσία، الذي كان مألوفًا في العهد البيزنطي.

### رُومَانِيَا
اسمُها الأصليُّ في اللغة الرومانية هو "România" (نقحرة: رُومِينِيَا)، والذي يأتي من الكلمة اللاتينية "romanus" (نقحرة: رُمَنُس) بمعنى "روماني" أو "رُومِيٍّ"، أي منسوب إلى روما.

## ز

### زَامبِيَا
يُشتَقُّ اسمُها من اسمِ نهر زمبيزي، والذي قد يعني "نهرًا كبيرًا".

## س

### سَاحِل العَاج
اسمُها الأصليُّ في اللغة الفرنسية "Côte d'Ivoire" (نقحرة: كُتْ دِڤْوَاغ)، والاسمُ "سَاحِلُ العَاجِ" هو ترجمة حرفية لذلك، حيثُ سميت هكذا لأن التُّجَّارَ والرحالةَ البرتغاليين والفرنسيين في القرنين الخامس والسادس عشر قاموا بتقسيم غرب قارة أفريقيا إلى أربعة سواحل، بناءً على المصدر المُنتشر في كل ساحل: "ساحل العاج"، و"ساحل الحبوب"، و"ساحل الذهب"، و"ساحل العبيد". وقد تُدعَى أيضًا في العربية رسميًّا "كُوت دِيفْوَار"، نقحرةً للاسم الفرنسي.

### سِرِيلَانكَا
اسمُها في اللغة السنهالية هو "ශ්‍රී ලංකාව" (نقحرة: شْرِي لَمْگْكَاوَا)، ويعود إلى اللغة السنسكريتية، حيث دُعِيت فيها "श्री लङ्का" (نقحرة: شْرِي لَنْگْكَا)، حيث أن "श्री" (نقحرة: شْرِي) هي سابقة تشريفية تُضاف قبل الأسماء وتعني "مُقَدَّسًا"، و"लङ्का" (نقحرة: لَنْگْكَا) هو اسم جزيرة وردت في الأساطير الهندوسية زعم البعض أنها هي سريلانكا المعاصرة.

### سِنغَافُورَة
اسمُها في لغة ملايو هو "Singapura" (نقحرة: سِنگَپُرَا). ويعود أصلُها إلى اسمها في اللغة السنسكريتية "सिंहपुर" (نقحرة: سِنهَپُرِي)، وهو مكون من عنصرين: "सिंह" (نقحرة: سِنهَا؛ بمعنى "أسد")، و"पुर" (نقحرة: پُرَا؛ بمعنى "مدينة")، أي أن معناها الحرفي هو "مدينة الأسد".

### سُورِيَا
تَشيعُ أيضًا كتابةُ اسمِها في العربية "سُورِيَة" بالتاء المربوطة، وقد تُشدَّد ياؤها فتُصبح "سُورِيَّا" أو "سُورِيَّة". ويعود أصلُ هذا الاسمِ إلى مُرادفِهِ في اللغة الأكادية "𒀸𒋩" (نقحرة: أَشُّور)، وهي كلمة تصف مدينةً قديمةً تُسمَّى اليومَ في العربية "آشُور". دخل الاسمُ إلى العربية عبر "Συρία" (نقحرة: سُرِييَا) الإغريقية القديمة، ويُجهَلُ معنى الاسم الأصلي.

### سُوِيسرَا
دخل الاسمُ إلى العربية عبر مرادفه الإيطالي "Svizzera" (نقحرة: زْڤِتسِرَا)، ويعود إلى المصطلح "Schwytzer" في اللغة الألمانية العليا الحديثة المبكرة، والذي يُشيرُ إلى الشخص السويسري.

### سِيرَالِيُون
اسمُها في اللغة الإسبانية "Sierra Leona" (نقحرة: سِيِيرا لِيُونَا)، وقد جاء من اسمها في اللغة البرتغالية، "Serra Leoa" (نقحرة: سِيرَا لْيُووَا). والاسم البرتغالي مكون من عنصرين: "serra" (نقحرة: سِيرَا؛ بمعنى "جَبَل") و"leoa" (لْيُووَا؛ بمعنى "لَبُؤَة"). سُميَّت على اسم جبال الأسد (أو اللبؤة) اللاتي يقعن فيها من قبل المكتشف البرتغالي بيدرو دي سِنترا عام ١٤٦٢، ويقول البعض أن الاسم وُجِد قبل ذلك.

## ص

### صِربِيَا
تُدعى في العربية أيضًا "الصِّرب"، واسمُها الأصلي في اللغة الصربية الكرواتية هو "Србија" (نقحرة: سِربِيَا)، وأصل هذا الاسم محل اختلاف.

## ط

### طَاجِيكِستَان
قد تُكتب في العربية أيضًا "تَاجِيكِستَان"، وهو اسمٌ فارسيُّ الأصل؛ حيث تُكتب في الفارسية "تاجیکستان"، وتتكون من عنصرين: "تاجیک" المختلَف على أصلها، وهو اسم شعب الطاجيك في الفارسية، واللاحقة "ـستَان" التي تدل على أرضٍ ما؛ فيعني الاسمُ كاملًا: "أرضَ الطاجيك".
تقول النظرية الأرجح أن اسم الطاجيك يأتي من كلمةٍ "تازیک" الفارسية، والتي عنت آنذاك "عربيًّا"، ويعود أصلُها إلى اسم قبيلة "طَيِّئ" العربية، حيثُ هاجر العديد منهم إلى بلاد ما وراء النهر في آسيا الوسطى في القرن السابع الميلادي؛ فأصبحت الكلمة تُشير إلى أي عربيةٍ طائيٍّ كان أو غير ذلك.

## ع

### عُمَان
غير متفق على أصلها.

## ف

### فَرَنسَا
اسمُها الأصليُّ في اللغة الفرنسية هو "France" (نقحرة: فْغَانْس)، ويعود أصلُه إلى اسم المنطقة التي أَهَلَها الإفرنج في اللغة اللاتينية "Francia" (نقحرة: فْرَانْكِيَا)، والتي كان يدعوها العرب "إِفرَنجَة"، مُستخدِمينَ ذلك الاسمَ لوصف جميع قارة أوروبا عامَّةً بعد الحروب الصليبية.

### فِلَسطِين
دخل اسمُها إلى العربية عبر اسمِها في الإغريقية القديمة "Παλαιστίνη" (نقحرة: پَلِستِينِي) أو اسمِها في اللاتينية "Palaestina" (نقحرة: پَلِستِينَا)، حيثُ كانا هما اللغتان الأكثر شيوعًا عند الفتح الإسلامي للشام في القرن السابع الميلادي. يعود أصلُ اسمِها ما قبل ذلك إلى الاسم العبري "פְּלֶשֶׁת" (نقحرة: پْلِيشِت)، والذي أشار إلى الأرض التي سكنها الفِلِستِيُّونَ. ويتفق معظمُ العلماء على أن الاسم المُكوَّنَ من الجذر "پ ل س ت" أو "پ ر س ت" الذي عُثر عليه في خمسةِ نقوشٍ مصريةٍ قديمةٍ ما بين 1170 و900—850 ق.م. باللغة المصرية يُشيرُ إلى المنطقة وشعبها نفسهما. كما وُجِدت سبعةُ نقوشٍ أشورية تحتوي على اسم المكان "پَلَستُو" أو "پِلِستُو"، والذانِ يُعتَبَرانِ يُشيرانِ إلى المنطقة عينِها.

### فِنِزُوِيلَا
سمَّاها الملاحون الإيطاليون "Veneziola" (نقحرة: ڤِنِتْسْيُولَا)، وذلك تصغير لاسم مدينة البندقية باللغة الإيطالية "Venezia" (نقحرة: ڤِنِتْسْيَا)؛ نسبةً لعَمارتها التي ذكَّرت الملاحين بالعَمارةِ البندقيةِ. وأصبحت بعد ذلك باللغة الإسبانية "Venezuela" (نقحرة: بِنِثْوِيلَا أو ڤِنِثْوِيلَا)؛ فصار ذلك هو اسمها الرسمي.

## ق

### قُبرُص
يعود أصلُ اسمِها إلى مُرادِفِهِ في اللغة الإغرقية القديمة "Κύπρος" (نقحرة: كُوپْرُس)، وهناك اختلاف حول أصله ما بعد ذلك؛ إذ يُقال أنه قد يعود إلى لغات ما قبل اليونانية.

### قَطَر
اسمُها قديمٌ جدًّا وليس أصله بالمتفق عليه. يعود أولُ تسجيلٍ متواجد اليوم يذكر اسمَها إلى حوالَي متوسط القرن الأول الميلادي، حيث ذكرها المؤرخ الروماني بلينيوس الأكبر، ناعتًا سُكَّانَها "Catharrei" (نقحرة: كَثَرِّيِي). وبعد ذلك بقرنٍ تقريبًا، أرََخ بطليموس أولَ خريطةٍ معروفةٍ تحتوي عليها، حيث نعتها "Catara" (نقحرة: كَتَرَا).

### قِيرغِيزِستَان
اسمُها الأصليُّ في اللغة القيرغيزية هو "Кыргызстан" (نقحرة: كُرْغُوسْتَان)، حيث تتكون من عنصرين: "кыргыз" (نقحرة: كُرْگُز)، أي "شعب القيرغيز"، واللاحقة "-стан" (نقحرة: ـسْتَان) المُشتقَّة من اللغة الفارسية؛ فيُصبح معنى اسمِها حرفيًّا: "أرضَ القيرغيزِ".

## ك

### كَازَاخِستَان
لكتابة اسمِها في العربية وجهان: "كَازَاخِستَان" و"قَازَاقِستَان"؛ يأتي كلاهما من اسمِها الأصليِّ في اللغة القازاقية "Қазақстан" (نقحرة: قَزَقستَان)، الكتابة الأولى متأثرة باسمِها في اللغة الروسية "Казахста́н" (نقحرة: كَزَخستَان)، والثانية ربما تأتي من القازاقية مباشرةً، وتتكون من عنصرين: "қазақ" (نقحرة: قَزَق)، وهو اسم شعب الكازاخ؛ واللاحقة فارسية الأصل "-стан" (نقحرة: ـستَان) التي تُشير إلى أرضٍ ما؛ فيُصبح معناها الكامل "أرضَ الكازاخ".

### كَامبُودِيَا
دخل اسمُها إلى العربية غالبًا عبر الإنجليزية، حيث تُدعى "Cambodia" (نقحرة: كَامبُودِيَا)، ويعود ذلك الاسم إلى اسمِها في الفرنسية "Cambodge" (كَامبُدج) واسمِها في البرتغالية "Camboja" (نقحرة: كَمبُوجَا)، حيثُ اشتُقَّ الكلمتان من اسمِها الأصليِّ في الخميرية الوسطى "Kambuja". ويعود أصلُ ذلك الاسم إلى شَعبٍ ذُكِرَ في كُتُبٍ هندوسيةٍ، يُدعى بالسنسكريتية "काम्बोज" (كَامبُودجَا).

### كُرُوَاتِيَا
لربما دخل اسمُها العربيةَ عبر اسمِها في لاتينية العصور الوسطى، "Croātia" (نقحرة: كْرُوَاتْسِيَا)، والذي يُختلَفُ على أصله.

### كَنَدَا
اسمُها الأصليُّ في الفرنسية "Canada" (نقحرة: كَنَدَا). ويعود أصلُهُ إلى الكلمة "kanata" (نقحرة: كَنَتَا) التي تعني "قَريَةً"، أو "مُستَعمَرةً" في اللغة اللورانسية المنقرضة.

### كُوبَا
مُختلَف على أصل اسمها.

### كُورِيَا
اسمٌ يُشيرُ بِشكلٍ غَيرِ رَسميٍّ إلَى دولتَينِ: كوريا الجنوبية وكوريا الشمالية. ويعُودُ أصلُه إلى اسمِ مملكة غوريو في اللهجة الصينية الكورية "고려" (نقحرة: گُورْيِيُو)، وتُكتَبُ في ماندراين الصينية "高麗" (نقحرة: گَاوْلِي)، وهو اسم الكوريين ما بين عامي 918 و1394 م. والاسم اختصار لاسم مملكة غوغوريو الأقدم منها، "高句麗" (نقحرة: گَاوْگُولِي).
يقول بعضُ المؤرخون الكوريون أن الاسمَ جاء من مُرادف عربي، ولكن يِصعُبُ إثباتُ ذلك لأن الاسم الحقيقي لكوريا لدَى العرب في العصور الوسطى كان "السِّيلَى"، والذي أُخِذَ من اسم مملكة شلا.

### كوستاريكا
اسمُها الأصلي في اللغة الإسبانية هو "Costa Rica" (نقحرة: كُوستَا رِيكَا)، والذي يعني حرفيًّا: "الساحلَ الغنيَّ".

### كُوسُوفُو
اسمُها الأصليُّ مُختصَرٌ من الاسم الصِّربِيِّ الكُرُواتِيِّ "Косово поље" (نقحرة: كُوسُوڤُو پُويِي)، وهو مكون من عنصرين: "косово" (نقحرة: كُوسُوڤُو)، والتي هي صيغةُ الملكية من "кос" (نقحرة: كُوس) التي تعني "شُحرورًا"، و"поље" (نقحرة: پُويِي) التي تعني "حَقلًا"؛ فبذلك يعني اسمُها الأصليُّ كاملًا "حَقلَ الشُّحرُورِ".

### كُولُومبِيَا
اسمُها الأصليُّ في اللغة الإسبانية هو "Colombia" (نقحرة: كُلُمبيَا). وهي مُسمَّاةٌ على اسمِ المُستكشف الإيطالي كريستوفر كولومبوس (ت. 1506 م) في اللغة الإيطالية "Cristoforo Colombo" (نقحرة: كْرِستُفُورُو كُلُومبُو). وكان الاسمُ يُطلَقُ حينئذٍ على سائرِ العالم الجديد، حتى تبنَّتهُ جمهورية كولومبيا كاسمٍ لها عامَ 1819 م.

### كِينِيَا
مُسَمَّاةٌ على اسمِ جبل كينيا، ومُختَلَفٌ على أصلِها ما بعدَ ذلك.

## ل

### لَاتفِيَا
اسمُها الأصليُّ في اللغة اللاتفية هو "Latvija" (نقحرة: لَاتڤِيَا)، وتعودُ تسميتُها بذلك إلى اسم اللاتغاليين، وهم إحدى الأربع قبائل الهندية الأوروبية البدائية البلطيقية التي شكَّلت الصميمَ العِرقيَّ للاتفيين المُعاصرين.

### لَاوُس
قد تُكتَب أيضًا في اللغة العربية بتسكين الواو بدلًا من ضمِّها: "لَاوْس"، ويعود أصلُها إلى اسمِها في لغة لاو: "ລາວ" (نقحرة: لَاو)؛ إذ أُضيفَت إليها السينُ للتدليل على الجمع في اللغة الفرنسية، فأصبحت فيها "Laos" (نقحرة: لَوْس)، ومن ثم دخلت الكلمة كما هي إلى اللغة العربية.

### لُبنَان
اسمُهُ مُسَمًّى على اسمِ جَبَلِ لُبنانَ، والذي تعود تسميتُهُ إلى الجذر "𐤋𐤁𐤍" (نقحرة: ل-ب-ن) في اللغة الفينيقية، والذي يُشِيرُ إلى البَيَاضِ، حيثُ يُقال بأن ذلك نسبةً لِقِمِمِهِ المُغطّّاةِ بالثَّلجِ.

### لِتُوَانِيَا
دخل اسمُها العربية عبر اللاتينية، حيثُ سُمِّيَت "Lituania" (نقحرة: لِيتُوَانِيَا).

### لِيبِيَا
دخل اسمُها إلى العربية عبر اسمِها في اللاتينية "Libya" (لِبِيَا)، والتي يعود أصلُها إلى الاسم الإغريقي القديم "Λιβύη" (لِبُوِي)، والذي يعود أخيرًا إما إلى الاسم المِصري "رِبُو"، أو إلى الجذر الفينيقي "𐤋𐤁𐤉" (ل-ب-ي).

## م

### مَالِطَا
قد تُكتَب أيضًا في العربية بالتاء المربوطة عِوَضًا عن الألف النهائية: "مَالِطَة"، وقد تُكتَب في الحالتَينِ بتسكين اللام: "مَالْطَا" أو "مَالْطَة". دخل هذا الاسمُ إلى العربية من مرادفِهِ في اللاتينية "Melita" (نقحرة: مِلِتَا)، والذي يعود إلى مُرادِفِهِما في الإغريقية القديمة "Μελίτη" (نقحرة: مِلِتِي) مَجهولِ الأصل.
ولِذاك الاسمِ نظريتانِ: تقول الأولى أنه يعود إلى الكلمة الفينيقية "𐤌𐤋𐤈" (نقحرة: م-ل-ط) التي تعني "ميناءً" أو "مَلجَأً"، وتقول الثانية بأنه مُشتَقٌّ من "μέλι" (نقحرة: مِلِي) الإغريقية القديمة التي تعني "عَسَلًا" أو "أيَّ شيءٍ حُلوًا".

### مَدَغَشقَر
تَقُول أشهرُ نظريةٍ لاشتقاقِ اسمِها أنها نَتُجَت لأن الرحالةَ البُندُقيَّ ماركو بولو (ت. 1324 م) أخطأ عند قراءَتِه لاسم مَقَديشو العربيِّ لمَّا وجده في كتاب نزهة المشتاق في اختراق الآفاق الذي ألَّفه الجغرافي العربي محمد الإدريسي عام 1154 م.

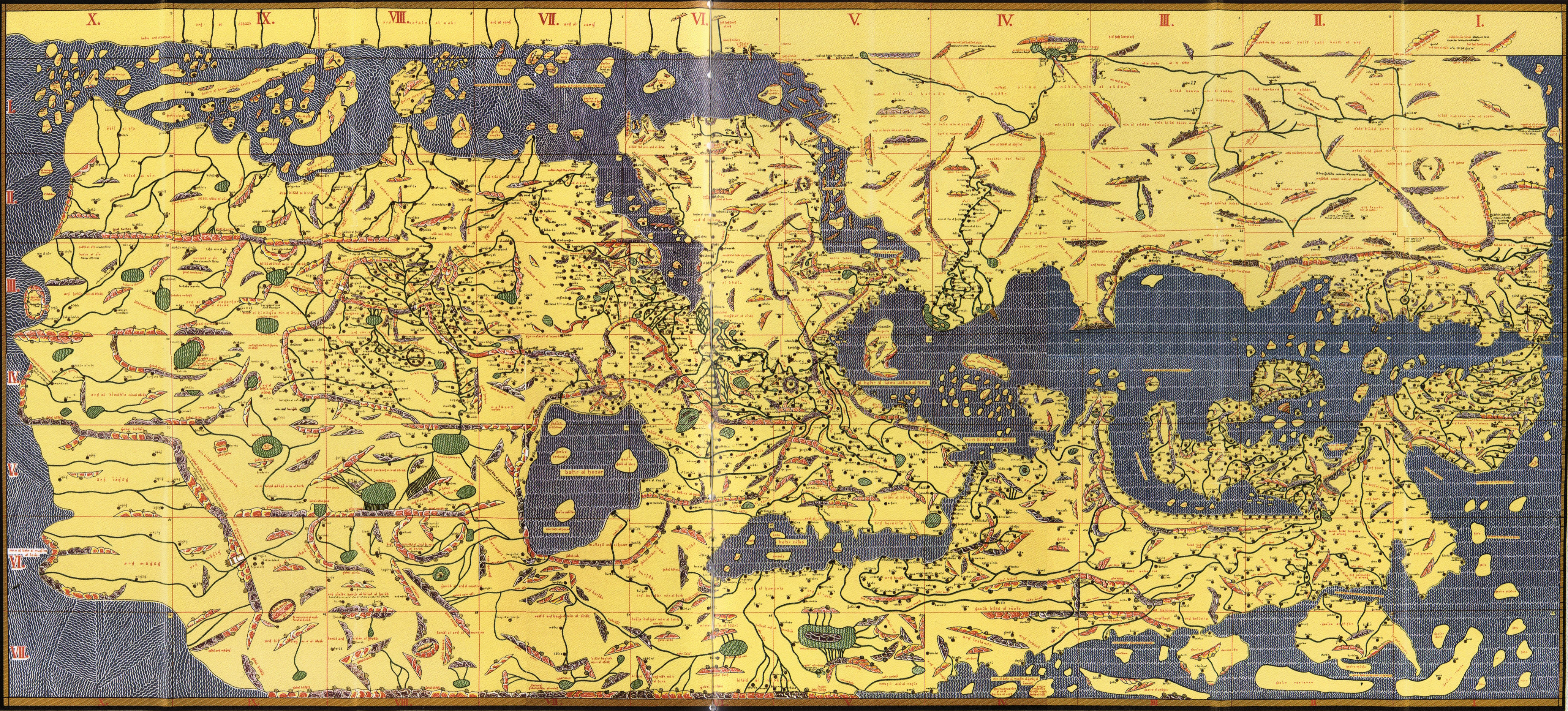
نُسخةٌ من خارِطةِ الإدريسي التي استند إليها ماركو بولو في تسميتِهِ لجزيرةِ مدغشقر

وأمَّا أصلُ اسمِ مقديشو نفسها، والتي هي اليومَ عاصمةُ الصومال، فلهُ نظريتان: تقول الأولى والأرجح بأنه يأتي عبرَ دَمجِ الكلمتَينِ الصوماليتين "muuq" (نقحرة: مُوق) و"disho" (نقحرة: دِشُو)، والذانِ يعنيانِ معًا "قَاتِلَةَ البَصَر" أوِ "المُعمِيَةَ"، نسبةً إلى جمالِها المُعمي؛ وتقول الأخرى بأن أصلَه مِنَ الاسمِ "مقعد شاه"، حيثُ أن "مقعد" عربية الأصل، و"شاه" فارسية الأصل.

### مِصر
يعود اسمُها في اللغات السامية إلى مَصدَرٍ مُشتَرَكٍ؛ فانظُر على سبيل المثال إلى مُرادف الاسم العربي في العبرية "מִצְרַיִם" (النطق الطبري: مِصْرَايِم)، وفي الأوغاريتية "𐎎𐎕𐎗𐎎" (نقحرة: م-ص-ر-م)، وفي الأكدية "𒈪𒄑𒊑𒄿" (نقحرة: مِصْرِئِي). وجَديرٌ بالذكرِ أن نِهايتِي الاسمَينِ العبري والأوغاريتي هُما نِهايتَا الشكلِ المُثنَّى المُعتادَانِ، والذي قد يعُودُ لسبب أن مِصرَ اعتُبِرَت قديمًا كيانَينِ: "مِصرَ العُليَا"، و"مِصرَ السُّفلَى".

### مَقدُونِيَا الشَّمَالِيَّة
يأتي اسمُها من اسم مملكة مقدونيا القديمة في الإغريقية القديمة "Μακεδονία" (نقحرة: مَكِدُنِيَا)، والتي استعارت اسمَها من اسمِ سُكَّانِها القدامى قبيلةِ المقدونيين القدماء. ويعود اسمُهم ما بعد ذلك إلى الصفة الإغريقية القديمة "μακεδνός" (نقحرة: مَكِدنُوس)، والتي تعني "طويلًا"؛ نسبةً إلى جبالها الشاهقة.

### مُنغُولِيَا
اسمُها نسبةٌ إلى شعب المُغُول، والذي يعود أصلُ اسمِهِم إلى الصفة المُنغُولية "монгол" (نقحرة: مَنگُل)، بمعنى "مُنغُولِيٍّ".

## ن

### نِيبَال
غَيرُ مُتَّفَقٍ عَلَى أَصلِهَا.

### نِيكَارَاغُوَا
غَيرُ مُتَّفَقٍ عَلَى أَصلِهَا.

### نِيُوزِيلَندَا
سَمَّاها عالمو الخرائط الهولنديون "Nieuw-Zeeland" (نقحرة: نْيُو-ژِيلَنْت) باللغة الهولندية، أي "زيلند الجديدة"، على اسم مقاطعة زيلند في هولندا؛ فعُرِّبَت لاحقًا "نِيُوزِيلَندَا".

## هـ

### هَايِتِي
اسمُها الأصليُّ في الفرنسية هو "Haïti" (نقحرة: أَئِتِي)، ويعودُ أصلُهُ إلى لغة تاينو؛ تحديدًا إلى المصطلح "hayiti" (نقحرة: هَايِتِي)، والذي يعني "أرضَ الجبال الشاهقة". وكان الاسمُ يصفُ جزيرة هيسبانيولا كاملةً، حتى اختارهُ الثوري جين جاك ديسالاين كاسم الدولة الرسمي.

### هُولَندَا
يأتي اسمُها من المُصطلَح الهولندي القديم "holt lant" (نقحرة: هُلت لَنت)، مما يعني حرفيًّا: "أرضَ الخشبِ".

### هُندُورَاس
يأتي اسمُها من الكلمة الإسبانية "honduras" (نقحرة: أُندُورَس)، وهي جمع "hondura" (نقحرة: أُندُورَا)، بمعنى "عُمقٍ"؛ نسبةً إلى إحدى سواحلها.